# پوتاموس
پوتاموس (به لاتین: Potamos tou Kampou) یک منطقهٔ مسکونی در قبرس است که در ناحیه نیکوزیا واقع شده‌است.

## خصوصیات
پوتاموس ۶۶۹ نفر جمعیت دارد.